# هیپاتیوس پوچیج
هیپاتیوس پوچیج (بلاروسی: Іпацій Пацей؛ ۱۲ آوریل ۱۵۴۱ – 
۱۸ ژوئیهٔ ۱۶۱۳ (۷۲ سال)
) نویسنده، و کشیش کاتولیک اهل دوک‌نشین بزرگ لیتوانی بود.